# Liste der Wahlbezirke im Kronland Salzburg
Diese Liste der Wahlbezirke in Salzburg listet alle Wahlbezirke im Kronland Salzburg für die Wahlen des Österreichischen Abgeordnetenhauses auf. Die Wahlbezirke bestanden zwischen 1907 und 1918.

## Geschichte
Nachdem der Reichsrat im Herbst 1906 das allgemeine, gleiche, geheime und direkte Männerwahlrecht beschlossen hatte, wurde mit 26. Jänner 1907 die große Wahlrechtsreform durch Sanktionierung von Kaiser Franz Joseph I. gültig. Mit der neuen Reichsratswahlordnung schuf man insgesamt 480 Wahlbezirke mit in der Regel je einem zu wählenden Abgeordneten, der durch Direktwahl mit allfälliger Stichwahl bestimmt wurde. In Salzburg hatten vor der Abschaffung des Klassenwahlrechts sechs Wahlkreise bestanden, wobei die Landgemeinden sowie die Städte (gemeinsam mit der Handels- und Gewerbekammer Salzburg) je zwei Abgeordnete bzw. die Großgrundbesitzer und die Allgemeine Wählerklasse je einen Abgeordneten entsandten. Mit der Einführung des allgemeinen Männerwahlrechts wurden in Salzburg sieben Wahlbezirke geschaffen, die sich auf drei sogenannte Städtewahlkreise und vier Landgemeindenwahlkreise verteilten. Neben den zwei Städtewahlkreisen für Salzburg und seine direkte Umgebungen bestand ein weiterer Städtewahlkreis, in denen die Wahlberechtigten einer Reihe von Städten und Märkten, aber auch einzelne Ortschaften aus einer Gemeinde zusammengefasst wurden. Die Landgemeindewahlkreise bestanden wiederum aus einer gewissen Anzahl von Gerichtsbezirken, von denen wiederum die Orte aus den Städtewahlkreisen ausgenommen waren.

## Wahlbezirke
Die Tabelle enthält im Einzelnen folgende Informationen:
| Nr.:           | Nummer des Wahlkreises mit Link zum Wahlbezirksartikel |
| Wahlbezirktyp: | Angabe, ob es sich um einen Städtewahlkreis oder Landgemeindenwahlkreis handelt |
| Region:        | Städte oder Gerichtsbezirke, die zum Wahlbezirk gehören. Die Landgemeindewahlkreise umfassen die angegebenen Gerichtsbezirke ohne die in den Wahlbezirken 1 bis 6 enthaltenen Städte und Ortschaften. Von den mit „(O)“ gekennzeichneten Ortsbezeichnungen sind nur die genannte Ortschaft, nicht jedoch die ganze Gemeinde Teil des Wahlbezirks. |
| WB:            | Anzahl der Wahlberechtigten bei der Reichsratswahl 1911 |
| Partei 1907:   | Parteizugehörigkeit des Abgeordneten des Wahlbezirks bezogen auf die Reichsratswahl 1907, CS=Christlichsoziale Partei, DVP=Deutsche Volkspartei |
| Partei 1911:   | Parteizugehörigkeit des Abgeordneten des Wahlbezirks bezogen auf die Reichsratswahl 1911 |

| Nr. | Wahlbezirktyp          | Region | WB   | Partei 1907 | Partei 1911 |
| --- | ---------------------- | --- | ---- | ----------- | ----------- |
| 1   | Stadtwahlkreis         | Salzburg Zentrum | 5508 | DVP         | DVP         |
| 2   | Stadtwahlkreis         | Salzburger Stadtteile Nonntal, Lehen, Riedenburg, Elisabethvorstadt sowie die Gemeinden Maxglan, Gnigl, Leopoldskron, Aigen, Morzg | 5379 | DVP         | DVP         |
| 3   | Stadtwahlkreis         | Hallein, Radstadt, Oberndorf, Neumarkt, Straßwalchen, Seekirchen, Abtenau, Golling, Kuchl, Werfen, Bischofshofen, Sankt Johann, Sankt Veit, Wagrain, Sankt Michael, Mauterndorf, Tamsweg, Hofgastein, Taxenbach, Rauris, Zell am See, Mittersill, Saalfelden, Lofer, Bad Gastein (O), Schwarzach | 6646 | DVP         | DVP         |
| 4   | Landgemeindenwahlkreis | Gerichtsbezirke Salzburg, Oberndorf, Mattsee | 5443 | CS          | CS          |
| 5   | Landgemeindenwahlkreis | Gerichtsbezirke Neumarkt, Sankt Gilgen, Hallein, Thalgau, Golling, Abtenau | 7423 | CS          | CS          |
| 6   | Landgemeindenwahlkreis | Gerichtsbezirke Werfen, Sankt Johann, Radstadt, Tamsweg, Sankt Michael | 7314 | CS          | CS          |
| 7   | Landgemeindenwahlkreis | Gerichtsbezirke Gastein, Zell am See, Taxenbach, Mittersill, Saalfelden, Lofer | 7185 | CS          | CS          |